# De woudreus
De woudreus is een  stripverhaal uit de reeks van Jerom. Het hoort bij de "Groene Reeks (De gouden stuntman)" en de eerste druk is van 1978.

## Locaties
- Noord-Amerika, woud der reuzen, hut van de rangers

## Personages
- Jerom, tante Sidonia, professor Barabas, Odilon, man, Joe en andere houthakkers, rangers,

## Het verhaal
Tante Sidonia is in Noord-Amerika en bekijkt de woudreuzen die wel honderd meter hoog kunnen worden. Ze ziet hoe rangers enkele houthakkers arresteren. Thuis ziet ze op tv dat de mannen uit de staatsgevangenis ontsnapt zijn en de hoogste boom, de generaal, omhakken als de rangers het bos in gaan. Jerom biedt aan te helpen en gaat met Odilon naar Amerika. Odilon redt een beertje van een vallende boom. Hij is ongeduldig als Jerom met de rangers spreekt en gaat stiekem met de helikopter op zoek naar de boeven. De helikopter wordt neergeschoten en het beertje brengt Odilon naar zijn grot. Odilon trekt een berevel aan en wil weer naar de hut van de boeven, maar stapt per ongeluk in een bereval. Hij kan nog net ontkomen aan de boef en volgt hem stiekem naar de blokhut. Odilon wordt ontmaskerd en wordt in de blokhut opgesloten. Hij geeft een briefje aan het beertje en deze waarschuwt Jerom. 
Jerom bevrijdt Odilon, maar Joe blijkt al vertrokken te zijn om de generaal om te hakken. Jerom bindt de andere houthakkers vast en hij kan voorkomen dat Joe de grote boom omhakt. Jerom neemt Joe gevangen en brengt hem naar de blokhut. Daar gooit Joe een brandende aansteker in het bos en er ontstaat een bosbrand. Jerom kan niet voorkomen dat het vuur om zich heen slaat, en daarom besluit hij de generaal te verplaatsen. Dan draait de wind en het vuur bedreigt de blokhut. Jerom maakt een helikopter van de blokhut en vliegt weg van het vuur. Het begint te regenen en het vuur dooft. De volgende dag wordt de generaal weer op z'n plaats gezet en er beginnen alweer boompjes te groeien in de dorre vlakte. 